# Gänserndorf (distrito)
Gänserndorf é um distrito do estado da Baixa Áustria na Áustria.

## Municípios
Gänserndorf é dividido por 44 municípios. Lista dos municípios e respectivos bairros, vilas e outras subdivisões.
- Aderklaa
- Andlersdorf
- Angern an der March
  - Angern an der March, Grub an der March, Mannersdorf an der March, Ollersdorf, Stillfried
- Auersthal
- Bad Pirawarth
  - Bad Pirawarth,Kollnbrunn
- Deutsch-Wagram
- Drösing
  - Drösing, Waltersdorf an der March
- Dürnkrut
  - Dürnkrut, Waidendorf
- Ebenthal
- Eckartsau
  - Eckartsau, Kopfstetten, Pframa, Wagram an der Donau, Witzelsdorf
- Engelhartstetten
  - Engelhartstetten, Groißenbrunn, Loimersdorf, Markthof, Schloßhof, Stopfenreuth
- Gänserndorf
- Glinzendorf
- Groß-Enzersdorf
  - Franzensdorf, Groß-Enzersdorf, Matzneusiedl, Mühlleiten, Oberhausen, Probstdorf, Rutzendorf, Schönau an der Donau, Wittau
- Groß-Schweinbarth
- Großhofen
- Haringsee
  - Fuchsenbigl, Haringsee, Straudorf
- Hauskirchen
  - Hauskirchen, Prinzendorf an der Zaya, Rannersdorf an der Zaya
- Hohenau an der March
- Hohenruppersdorf
- Jedenspeigen
  - Jedenspeigen, Sierndorf an der March
- Lassee
  - Lassee, Schönfeld im Marchfeld
- Leopoldsdorf im Marchfelde
  - Breitstetten, Leopoldsdorf im Marchfelde
- Mannsdorf an der Donau
- Marchegg
  - Breitensee, Marchegg
- Markgrafneusiedl
- Matzen-Raggendorf
  - Klein-Harras, Matzen, Raggendorf
- Neusiedl an der Zaya
  - Neusiedl an der Zaya, St. Ulrich
- Obersiebenbrunn
- Orth an der Donau
- Palterndorf-Dobermannsdorf
  - Dobermannsdorf, Palterndorf
- Parbasdorf
- Prottes
- Raasdorf
  - Pysdorf, Raasdorf
- Ringelsdorf-Niederabsdorf
  - Niederabsdorf, Ringelsdorf
- Schönkirchen-Reyersdorf
  - Reyersdorf, Schönkirchen
- Spannberg
- Strasshof an der Nordbahn
- Sulz im Weinviertel
  - Erdpreß, Nexing, Niedersulz, Obersulz
- Untersiebenbrunn
- Velm-Götzendorf
  - Götzendorf, Velm
- Weiden an der March
  - Baumgarten an der March, Oberweiden, Zwerndorf
- Weikendorf
  - Dörfles, Stripfing, Tallesbrunn, Weikendorf
- Zistersdorf
  - Blumenthal, Eichhorn, Gaiselberg, Gösting, Großinzersdorf, Loidesthal, Maustrenk, Windisch, Baumgarten, Zistersdorf